# Кванкидо
Кванкидо (фр. Qwan Ki Do) или Куан Кхи Дао (фр. Quán Khí Đạo) — вьетнамское боевое искусство, основанное во Франции в 1981 году вьетнамским мастером Фам Хуан Тонгом.
Фам Хуан Тонг создавал кванкидо как способ объединения различных стилей боевых искусств, в большей степени основываясь на китайские тайцзицюань и ушу, делая акцент так и на физическую, так и на умственную подготовку.
На данный момент существует Всемирный союз кванкидо, со штаб-квартирой в Милане, который объединяет 25 Федераций стран.

## История
Фам Хуан Тонг начал заниматься боевыми искусствами ещё ребёнком. В возрасте 10 лет Тонга взял в свою школу боевых искусств Тхиеу-Лам Во-мэй мастер Тяу Куан Кхи. Учение шло 11 лет, до тех пор, когда мастер не ушёл из жизни.
Незадолго до победы коммунистических сил в Южном Вьетнаме, Фам Хуан Тонг переехал во Францию, где и основал собственную школу в 1981 году, став родоначальником кванкидо.

## Основные принципы
Кванкидо основывается на теории 5 элементов, являясь фундаментальным аспектом этого искусства. Она отражает взаимосвязь различных элементов вселенной и их роль в физическом, ментальном здоровье. А именно:
- Земля
- Вода
- Огонь
- Дерево
- Металл

Также кванкидо опирается на 12 стилей животных. Эти стили повторяют движения и поведение различных животных, таких как тигр, журавль, змея.

## Техника
Техника в кванкидо разнообразна, упор же делается на удары руками и ногами, также присутствует техника работы с традиционным оружием и военизированная гимнастика Там-Тхе, похожая на тайцзицюань. Кроме того в кванкидо присутствуют:
- Борьба
- Захваты, блоки и перевороты
- Техника бросков
- Замки на суставы
- Техника падения
- Боевые стойки

Далее техника подразделяется на боевую, внешне неброскую и трюковую, предназначенная для показательных выступлений.

## Система поясов

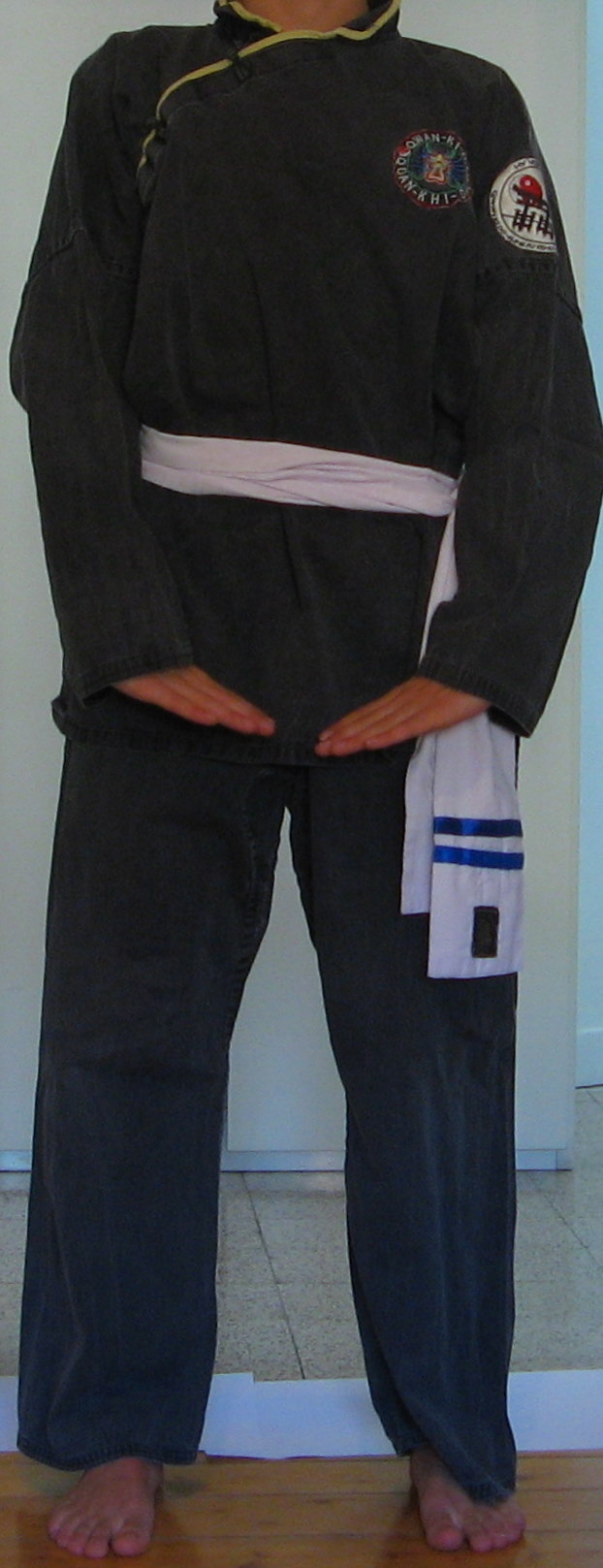
Форма занимающегося кванкидо

В кванкидо имеется система, состоящая из 4 поясов:
- Белый пояс. Первый начальный пояс для каждого ученика, по мере его изучения кванкидо к нему прибавляются синие полоски[3].

- Чëрный пояс. Чтобы получить чëрный пояс, необходимо сдать экзамены на него. Возрастной порог на получение пояса составляет 18 лет. Ученик проходит проверку по технике и духу. Получив чёрный пояс, ученик продолжает обучение, уделяя особое внимание индивидуальной подготовке, изучению философии и психологии[3].

- Красно-белый пояс с желтой каймой[3].
- Сине-жëлто-красно-белый пояс. Этот пояс стоит выше всех остальных степеней в кванкидо и представляет собой гарантией высшего мастерства[3].